# Bathygobius smithi
Bathygobius smithi és una espècie de peix de la família dels gòbids i de l'ordre dels cipriniformes que es troba a Sud-àfrica, Reunió, Índia i Sri Lanka.